# Francisco Schaden
Francisco Serafim Guilherme Schaden, geboren als Franz Seraphim Wilhelm Schaden (* 19. Februar 1891 in Leipzig; † 26. Dezember 1957 in São Bonifácio) war ein deutschstämmiger brasilianischer Ethnologe und Esperantist.

## Leben
Der als Franciso Schaden bekannte Völkerkundler kam 1910 nach Santa Catarina in Brasilien. Er hatte sich in Deutschland zunächst für die Kunstsprachen Volapük und Esperanto interessiert. In Brasilien war er Lehrer, daher der Titel Professor im Portugiesischen, und schrieb über das Leben der Deutschen im Süden Brasiliens. Er nahm zuerst Proben der Kaingang-Sprache auf, die von den dort noch lebenden Indigenen gesprochen wurde. Er studierte auch die ethnischen Gruppen in seiner Region wie die Xokleng und Mbyá.
Schaden war Mitglied des Instituto Histórico e Geografia de Santa Catarina (IHGSC).
In São Bonifácio wurde das städtische Museu da Colonização Professor Francisco Serafim Guilherme Schaden nach ihm benannt.
Sein Sohn war der 1913 geborene Ethnologe Egon Schaden.

## Schriften
- Denominações caingang na geografia brasileira. In: Revista do Arquivo Municipal. Arquivo Municipal de São Paulo, São Paulo, Band 43, 1938, S. 23–30 (Digitalisat). Beitrag gezeichnet von Egon Schaden.
- Notas sobre a localidade de São Bonifácio (Santa Catarina). Florianópolis 1940. (Digitalisat). Beitrag zum IX Congresso Brasileiro de Geografia.
- Aditamentos a um estudo sôbre toponímia kaingang. In: Revista do Arquivo Municipal. São Paulo, Jahrgang 6, Nr. 67, 1940, S. 237–241 (Digitalisat).
- Apontamentos bibliográficos para o estudo dos índios Kaingang. In: Boletim Bibliográfico. Biblioteca Pública Municipal de São Paulo, São Paulo, Jahrgang 1, Band 2, 1944, S. 23–32 (Digitalisat). Enthält Bibliografie zu den Kaingang mit 80 Titeln.
- A gramática kaingang de frei Mansueto. In: Boletim Bibliográfico. Biblioteca Pública Municipal de São Paulo, São Paulo, Jahrgang 1, Band 4, 1944, S. 47–66 (Digitalisat).
- O mito do Sumé. In: Sociologia. Revista Didática e Científica. Band 6, Nummer 3, 1944, S. 230–236 (Digitalisat). Behandelt Sumé (Mythologie).
- Notas sobre a localidade de Löffelscheidt. São Bonifácio, 1946. (Digitalisat).
- Notas sobre a Colônia Vargem Grande. In: Revista Atualidades, Florianópolis, Nummern 6–12, 1947.
- Apontamentos bibliográficos para o estudo dos índios Kaingang. In: Boletim Bibliográfico. Biblioteca Pública Municipal de São Paulo, São Paulo, Band 12, 1949, S. 113–119 (Digitalisat). Enthält Bibliografie zu den Xokleng mit 46 Titeln.
- Índios e caboclos. Páginas de etnografia e folclore. In: Revista do Arquivo Municipal. São Paulo, Jahrgang 15, Band 125, 1949, S. 23–64 (Digitalisat).
- Índios Guarani de Santa Catarina. In: Revista do Arquivo Municipal. Jahrgang 17, Band 136, 1950, S. 112–114. Zugleich Boletim da Sociedade Amigo do Indio, Nr. 2. (Digitalisat).
- A pacificação e a aculturação dos Xokléng. In:  Revista de Antropologia, USP, São Paulo, Band 1, Nummer 2, S. 136–139, 1953 (Digitalisat).
- Xokléng e Kaingáng (notas para um estudo comparativo). In: Revista de Antropologia. Band 6, Nummer 2, 1958, S. 105–112 (Digitalisat).

Posthum veröffentlichte die Faculdade de Filosofia, Ciênias e Letras der Universidade de São Paulo 1963 einen Sammelband seiner Beiträge unter dem Titel Indios, caboclos e colonos.